# Adamsville, Alabama

Adamsville je mesto, ki se nahaja v okrožju Jefferson, v ameriški zvezni državi Alabami.
Leta 2007 je naselje imelo 4.759 prebivalcev na 50,8 km².